# Viersels Gebroekt
Het Viersels Gebroekt is een natuurreservaat gelegen in Viersel (Zandhoven) in het gebied de vallei van de Kleine Nete.

## Gebied
Het gebied vormt samen met andere gebieden zoals Steenbeemden de vallei van de Kleine Nete. In de graslanden vloeien de Molenbeek en Kleine Beek samen. Dit waren oorspronkelijk overstromingsgebied (vloeimeersen) en hebben veel veenafzettingen.
Hierdoor komen in de vroegere vloeibeemden dieren en planten uit waterrijke gebieden voor.

## Fauna en Flora

### Fauna
Vogelsreiger, wintertaling,  blauwborst, nachtegaal
Zoogdierenbever
Vissenrivierdonderpad, beekprik
OngewerveldenWeidebeekjuffer

### Flora
Zomerklokje, wilg, riet, moeraskartelblad